# 霍氏細棘鰕虎魚
霍氏細棘鰕虎魚（学名：Acentrogobius hoepplii）为鰕虎魚科細棘鰕虎魚屬的鱼类。在中国，分布于闽江下游等。该物种的模式产地在福建福州。

## 扩展阅读
維基物種上的相關：霍氏細棘鰕虎魚